# Appie Baantjer
Pour les articles homonymes, voir Baantjer.
Albert Cornelis "Appie" Baantjer, né le 16 septembre 1923 et mort le 29 août 2010, est un auteur néerlandais de romans policiers après une carrière de policier.

## Biographie
Il est principalement connu pour sa grande série de romans policiers autour de l'inspecteur de police De Cock (également traduit par DeKok) et de son acolyte, le sergent Vledder. Le nom du protagoniste signifie simplement "cuisinier" en néerlandais, mais a une orthographe inhabituelle qui est au cœur d'un gag courant qui implique que De Cock épelle son nom chaque fois qu'il se présente à quelqu'un.
Les romans sont repris dans un film et dans une longue série télévisée intitulée Baantjer. Les deux portent le nom de l'auteur plutôt que du ou des personnages principaux. Cela a conduit à la déclaration amère du scénariste Berend Boudewijn dans un guide télévisé néerlandais (VPRO Gids, 11 novembre 2005) selon laquelle « Baantjer est la seule série télévisée au monde qui porte le nom d'un écrivain, même si elle n'est pas écrite par lui. » Ce n'est pas tout à fait vrai : la série télévisée belge Aspe porte également le nom de son scénariste, Pieter Aspe qui a écrit la première saison mais pas la seconde.
Les romans de Baantjer ont fait leur chemin dans la langue anglaise grâce à la maison d'édition Speck Press. Le nom de De Cock a été traduit par DeKok. Il y a environ 23 des 60 titres publiés de Baantjer disponibles en anglais. Ses livres ont également été traduits en espagnol, français, russe, coréen et estonien[réf. souhaitée].